# Alessandro Campagna
Alessandro "Sandro" Campagna, född 26 juni 1963 i Palermo, är en italiensk vattenpolospelare och -tränare. Han representerade Italien som spelare vid olympiska sommarspelen 1988 och 1992. Han har varit chefstränare för det italienska herrlandslaget 2000–2003 och på nytt sedan 2008. Han tränade Greklands herrlandslag i vattenpolo 2003–2008.
Campagna spelade sju matcher och gjorde tolv mål i OS-turneringen 1988. Han spelade sju matcher och gjorde sex mål i OS-turneringen 1992 som Italien vann. Han tog dessutom EM-guld 1993 i Sheffield och VM-guld 1994 i Rom.